# لويجي روسو
لويجي روسو (9 يناير 1964 إيطاليا - ) هو لاعب كرة قدم إيطالي يلعب كمدافع.